# Кубок России по кёрлингу среди мужчин 2008
Кубок России по кёрлингу среди мужчин 2008 проводился с 24 по 26 октября 2008 года в городе Москва. Турнир проводился в ??-й раз.
Одновременно турнир являлся первым кругом чемпионата России среди мужчин 2009.
В турнире принимали участие 8 команд.
Обладателями Кубка стала команда «Москвич» (Москва; скип Андрей Дроздов), второе место заняла команда «ЭШВСМ „Москвич“-1» (Москва; скип Александр Кириков), третье место — команда «Лесгафтовец» (Санкт-Петербург; скип Антон Бобров).
В те же дни и там же проводился Кубок России по кёрлингу среди женщин 2008.

## Формат соревнований
Команды в одной группе играют друг с другом по круговой системе в один круг. Командам начисляются очки: за победу — 1 очко, за поражение — 0 очков. Итоговое ранжирование команд производится по количеству набранных очков. В случае равенства очков у двух команд высшее место занимает команда, победившая в личной встрече. В случае равенства очков у трех и более команд ранжирование проводится по количеству очков, набранных командами во встречах между собой.

## Команды
|    | Команда                                | Скип              | Третий              | Второй            | Первый           | Запасной          |
| -- | -------------------------------------- | ----------------- | ------------------- | ----------------- | ---------------- | ----------------- |
| А1 | Лесгафтовец (Санкт-Петербург)          | Антон Бобров      | Александр Бойко     | Владимир Бельмас  | Александр Орлов  | Дмитрий Мельников |
| А2 | Лесгафтовец ШВСМ ЗВС (Санкт-Петербург) | Пётр Дрон (4-й)   | Игорь Минин (скип)  | Станислав Семёнов | Виктор Воробьёв  | Артур Ражабов     |
| А3 | Москвич (Москва)                       | Андрей Дроздов    | Алексей Стукальский | Антон Калалб      | Владимир Собакин |                   |
| А4 | Москва                                 | Артём Болдузев    | Роман Кутузов       | Александр Козырев | Вадим Раев       |                   |
| А5 | СКА (Санкт-Петербург)                  | Валентин Деменков | Денис Яковлев       | Иван Уледев       | Никита Першаков  |                   |
| А6 | ЭШВСМ «Москвич»-1 (Москва)             | Александр Кириков | Вадим Школьников    | Алексей Камнев    | Дмитрий Абанин   |                   |
| А7 | ЭШВСМ «Москвич»-2 (Москва)             | Вадим Стебаков    | Денис Килба         | Никита Шашков     |                  |                   |
| А8 | Юнион (Москва)                         | Алексей Кульчак   | Владимир Шевченко   | Сергей Захаров    | Антон Поротиков  | Владимир Селезнев |

## Результаты соревнований

### Групповой этап
|    | Команда                      | А1  | А2  | А3   | А4  | А5   | А6   | А7   | А8  | В | П | Место |
| -- | ---------------------------- | --- | --- | ---- | --- | ---- | ---- | ---- | --- | - | - | ----- |
| А1 | Лесгафтовец (Бобров)         | *   | 7:6 | 2:7  | 9:5 | 7:5  | 3:8  | 6:9  | 7:6 | 4 | 3 | 3     |
| А2 | Лесгафтовец ШВСМ ЗВС (Минин) | 6:7 | *   | 8:6  | 8:3 | 7:6  | 5:6  | 2:7  | 9:2 | 4 | 3 | 6     |
| А3 | Москвич (Дроздов)            | 7:2 | 6:8 | *    | 8:7 | 9:3  | 6:5  | 10:1 | 9:6 | 6 | 1 | 1     |
| А4 | Москва (Болдузев)            | 5:9 | 3:8 | 7:8  | *   | 7:2  | 7:6  | 8:7  | 8:7 | 4 | 3 | 5     |
| А5 | СКА (Деменков)               | 5:7 | 6:7 | 3:9  | 2:7 | *    | 10:4 | 6:7  | 6:7 | 1 | 6 | 8     |
| А6 | ЭШВСМ «Москвич»-1 (Кириков)  | 8:3 | 6:5 | 5:6  | 6:7 | 4:10 | *    | W    | 6:5 | 4 | 3 | 2     |
| А7 | ЭШВСМ «Москвич»-2 (Стебаков) | 9:6 | 7:2 | 1:10 | 7:8 | 7:6  | L    | *    | 7:5 | 4 | 3 | 4     |
| А8 | Юнион (Кульчак)              | 6:7 | 2:9 | 6:9  | 7:8 | 7:6  | 5:6  | 5:7  | *   | 1 | 6 | 7     |

«W» — победа, «L» — поражение (в матче, результат которого в источнике не указан, но из итогового количества побед у команд понятно, кто победил)

### Итоговая классификация
| Место | Команда              | Скип              | И | В | П |
| ----- | -------------------- | ----------------- | - | - | - |
| 1     | Москвич              | Андрей Дроздов    | 7 | 6 | 1 |
| 2     | ЭШВСМ «Москвич»-1    | Александр Кириков | 7 | 4 | 3 |
| 3     | Лесгафтовец          | Антон Бобров      | 7 | 4 | 3 |
| 4     | ЭШВСМ «Москвич»-2    | Вадим Стебаков    | 7 | 4 | 3 |
| 5     | Москва               | Артём Болдузев    | 7 | 4 | 3 |
| 6     | Лесгафтовец ШВСМ ЗВС | Игорь Минин       | 7 | 4 | 3 |
| 7     | Юнион                | Алексей Кульчак   | 7 | 1 | 6 |
| 8     | СКА                  | Валентин Деменков | 7 | 1 | 6 |